# Villanueva de Perales
Villanueva de Perales est une commune de la communauté de Madrid, en Espagne.